# Дома 1035 км
Дома 1035 км (рос. Дома 1035 км) — сільський населений пункт без офіційного статусу в Можгинському районі Удмуртії, Росія.

## Населення
Населення — 3 особи (2010; 10 в 2002).
Національний склад станом на 2002 рік:
- удмурти — 70 %